# Out of Space
«Out of Space» es el cuarto EP/sencillo del grupo británico The Prodigy. Se lanzó el 9 de noviembre de 1992 y fue incluido en el álbum debut del grupo Experience como el cuarto sencillo del mismo.

## Composición
La canción incluye un sample de la clásica canción de reggae «Chase the Devil» de Max Romeo, que fue producida por Lee Perry, y también muestra un sample de la canción «Critical Beatdown» del grupo de hip hop Ultramagnetic MCs, con la línea de Kool Keith "I'll take your brain to another dimension, pay close attention".

## Video musical
El video de color negativo, dirigido por Russell Curtis, presentando a la banda delirando en un entorno rural. Keith Flint vestido con un "traje de cazador", con un mono blanco, una máscara facial y guantes fluorescentes, olfateando Vick VapoRub. También incluyó imágenes de los shows en vivo de la banda en ese momento y de avestruces.

## Popularidad
La canción es posiblemente la más exitosa de los primeros años de The Prodigy y todavía es tocada en vivo por la banda.
En 2005, Out of Space fue lanzado como un remix por Audio Bullys en el sencillo Voodoo People / Out of Space de la compilación de los grandes éxitos Their Law: The Singles 1990-2005. La Industria Fonográfica Británica certificó el sencillo como "plata".

## Lista de canciones

### XL

#### 7" vinilo
A. "Out of Space"
B. "Ruff in the Jungle Bizness" (Uplifting Vibes Remix) (4:17)

#### 12" vinilo
1. "Out of Space" (Original Mix) (5:07)
2. "Out of Space" (Techno Underworld Remix) (4:48)
3. "Ruff in the Jungle Bizness" (Uplifting Vibes Remix) (4:20)
4. "Music Reach" (1/2/3/4) (Live) (4:21)

#### Sencillo casete
1. "Out of Space" (3:41)
2. "Ruff in the Jungle Bizness" (Uplifting Vibes Remix) (4:20)

#### Sencillo CD
1. "Out of Space" (Edit) (3:41)
2. "Out of Space" (Techno Underworld Remix) (4:48)
3. "Ruff in the Jungle Bizness" (Uplifting Vibes Remix) (4:20)
4. "Music Reach" (1/2/3/4) (Live) (4:21)

### Elektra sencillo CD
1. "Out of Space" (Edit) (3:41)
2. "Out of Space" (Techno Underworld Remix) (4:48)
3. "Out of Space" (Millenium Mix) (6:25)
4. "Out of Space" (Celestial Bodies Mix) (5:44)
5. "Ruff in the Jungle Bizness" (Uplifting Vibes Mix) (4:20)
6. "Jericho" (Live Version) (4:22)

Canción 2 y 5 remezclada por Liam Howlett.
Canción 3 y 4 remezclada por Mark Picchiotti y Teri Bristol.

## Posicionamiento
| Lista (1992-93)                    | Mejor posición |
| ---------------------------------- | -------------- |
| Australia (ARIA)                   | 167            |
| Bélgica (Flandes) (Ultratop 50)    | 32             |
| Alemania (Media Control AG)        | 15             |
| Países Bajos (Dutch Top 40)        | 5              |
| Países Bajos (Mega Single Top 100) | 3              |
| Suecia (Sverigetopplistan)         | 24             |
| Suiza (Schweizer Hitparade)        | 30             |
| Reino Unido (UK Singles Chart)     | 5              |